# Sonata per a violí núm. 8 (Beethoven)
La Sonata per a violí núm. 8, en sol major, és la darrera de les tres Sonates per a violí op. 30 de Ludwig van Beethoven. Va ser composta entre 1801 i 1802. Està dedicada al tsar Alexandre I de Rússia. Les tres sonates, la Núm. 6 la major, la Núm. 7 en do menor i la Núm. 8 sol major, van ser publicades el 1803 per Bureau des Arts et d'Industrie a Viena.

## Anàlisi musical
| I. Allegro assai                                              |
|                                                               |
|                                                               |
|                                                               |
| II. Tempo di minuetto, ma molto moderato e grazioso           |
|                                                               |
|                                                               |
|                                                               |
| III. Allegro vivace                                           |
|                                                               |
| Interpretació de Paul Rosenthal (violí) i Edward Auer (piano) |
|                                                               |

Consta de 3 moviments:
1. Allegro assai
2. Tempo di minuetto, ma molto moderato e grazioso
3. Allegro vivace